# Олдрич, Джордж Эймс
Джордж Эймс Олдрич  (англ. George Ames Aldrich; 3 июня 1872 года — 7 марта 1941 года) — американский художник-импрессионист.

## Биография
Американский художник Джордж Эймс Олдрич родился 3 июня 1872 года в городе Вустере штата Массачусетс. Начальное образование получил в 1889 году в местном колледже. Потом, по словам художника, изучал архитектуру в Массачусетском технологическом институте. Посещал Лигу студентов искусств в Нью-Йорке, учился у таких художников, как Кеньон Кокс,  Уильям Мерритт Чейз и Джон Трахтман. В 1894 году Олдрич совершил свою первую поездку за границу. Называл своими учителями в Париже известных художников, в частности Джеймса Эббот Мак-Нейл Уистлера.
В США Джордж Эймс Олдрич занимался оформлением нескольких английских и американских журналов и газет. На севере Франции Олдрич рисовал идиллические пейзажи, сельские виды, особенно удавались ему потоки воды в реках.  Рисовал он в стиле импрессионизма с приглушенными тонами тонализма.
До 1910 года Олдрич проводил много времени во Франции, где женился на художнице Евгении Верле (en:Eugenie McEvoy) (1879-1975). С ней Олдрич в 1906 году уехал в Нью-Йорк. Супруги много путешествовали, ездили в Калифорнию, в Виннипег (Канада), в Европу. Целью их поездок был бизнес, которым они начали заниматься с 1910 года. Супруги разводили на продажу собак породы Колли, давали объявления об их продаже, принимали участие в выставках собак. Одно время количество собак у них доходило до 47. В 1917 году супруги распродали всех собак  и закрыли питомник. В 1921 году они развелись.
Как художник, Джордж Эймс Олдрич начал выставлять свои картины в Чикаго в 1918 году на ежегодной выставке «Чикаго и окрестности» в Институте искусств. Олдрич показывал свои работы в клубах, библиотеках, гостиницах. В 1922 году художник женился на уроженке города Саут-Бенда учительнице Эсталене Грэнтэм (Estalena Grantham). Вскоре в семье появилась маленькая дочь, которую родители назвали Элизабет.

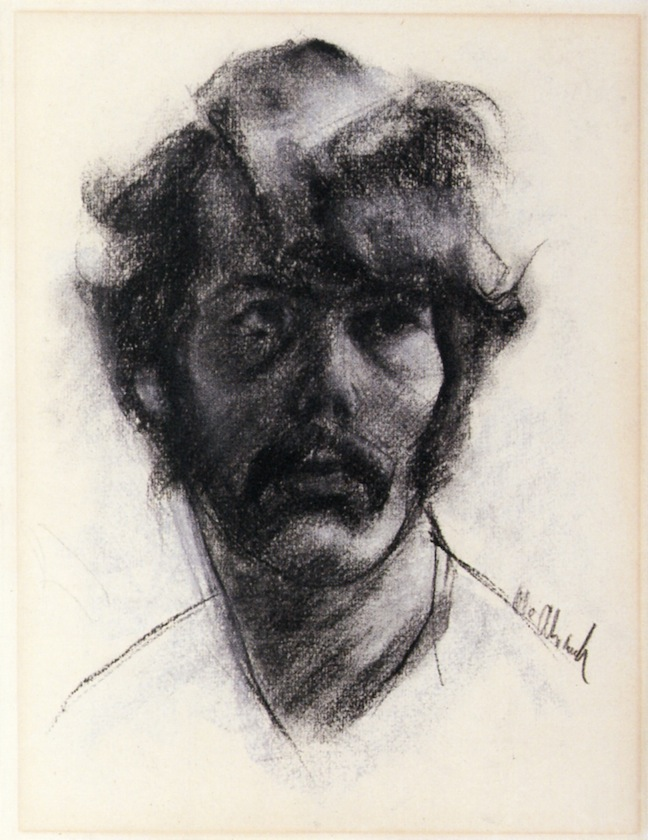
Д. Олдрич. Автопортрет

Несколько лет Олдрич провел в Саут-Бенде — сначала проживал в доме своей жены, потом с женой снимал комнату в отеле, жили
также в небольшом коттедже у озера, пока их не заели комары. Местные жители вспоминали, что у художника никогда не было достаточно средств к существованию. Свои картины он продавал с еще не высохшей краской совсем дёшево — за несколько десятков долларов, но через несколько месяцев пытался выкупить свои картины, чтобы дорисовать. Один из владельцев магазина в Мишаваке, пригороде Саут-Бенда, часто предоставлял художнику место для рисования у себя на кухонном столе, разрешал ему съесть фрукты после того, как он их нарисует. Когда художнику не хватало денег на краски, он давали ему краски и холсты в обмен на картины.
В живописи Олдрича этих лет продолжали доминировать пейзажи, натюрморты, французские деревенские сцены. Написал он также несколько картин с промышленными пейзажами Чикаго.
В дальнейшем, художник выставлялся в американских городах: Айове, Южной Дакоте, Миннесоте и Индиане, Иллинойсе. Ориентировался на вкусы покупателей среднего класса, особенно из сельской местности. Интерес к его выставкам подогревался личным присутствием на них художника и сообщениями в местной прессе, что он является всемирно известным художником с европейским академическим образованием.
В 1926 году принимал участие в большой художественной выставке в Филадельфии, в 1927 году в Чикаго прошла персональная выставка художника. В конце 1930-х годов его картины стали настолько известны в США, что воспроизводились на рекламных материалах таких корпораций, как производителе сельскохозяйственной техники International Harvester, зубной пасты — Iodent Chemical и др.
Д. Олдрич редко когда датировал свои произведения, их дату создания теперь определяют приблизительно, ориентируясь на  сохранность произведения, состоянию обрамления и используемым материалам.
Экономический кризис в США тридцатых годов XX века усугубился в жизни художника депрессией, неумеренным употреблением спиртного. В своих последних работах он часто оставлял крупные участки холста совсем не окрашенными. Художник скончался 7 марта 1941 года в возрасте 68 лет, оставив после себя наследие в виде около одной тысячи картин.
Ныне произведения художника хранятся в Музее искусств Брауэра (Университет Валпарейзо, штат Индиана), Музее искусств города Саут-Бенд, Художественном музее Снитта (Саут-Бенд), в частных коллекциях.

## Галерея

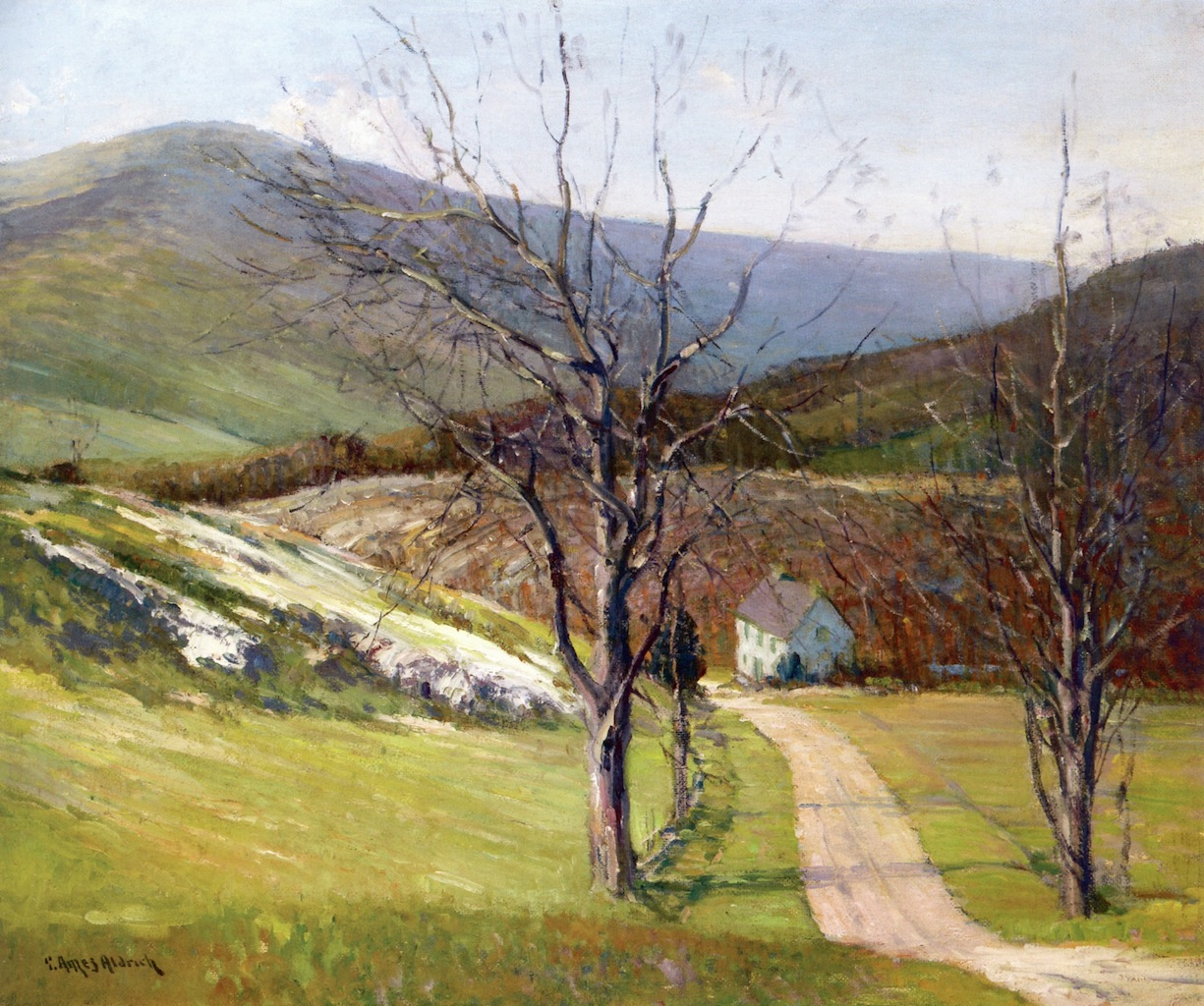
Джордж Эймс Олдрич. Дом у реи в деревне
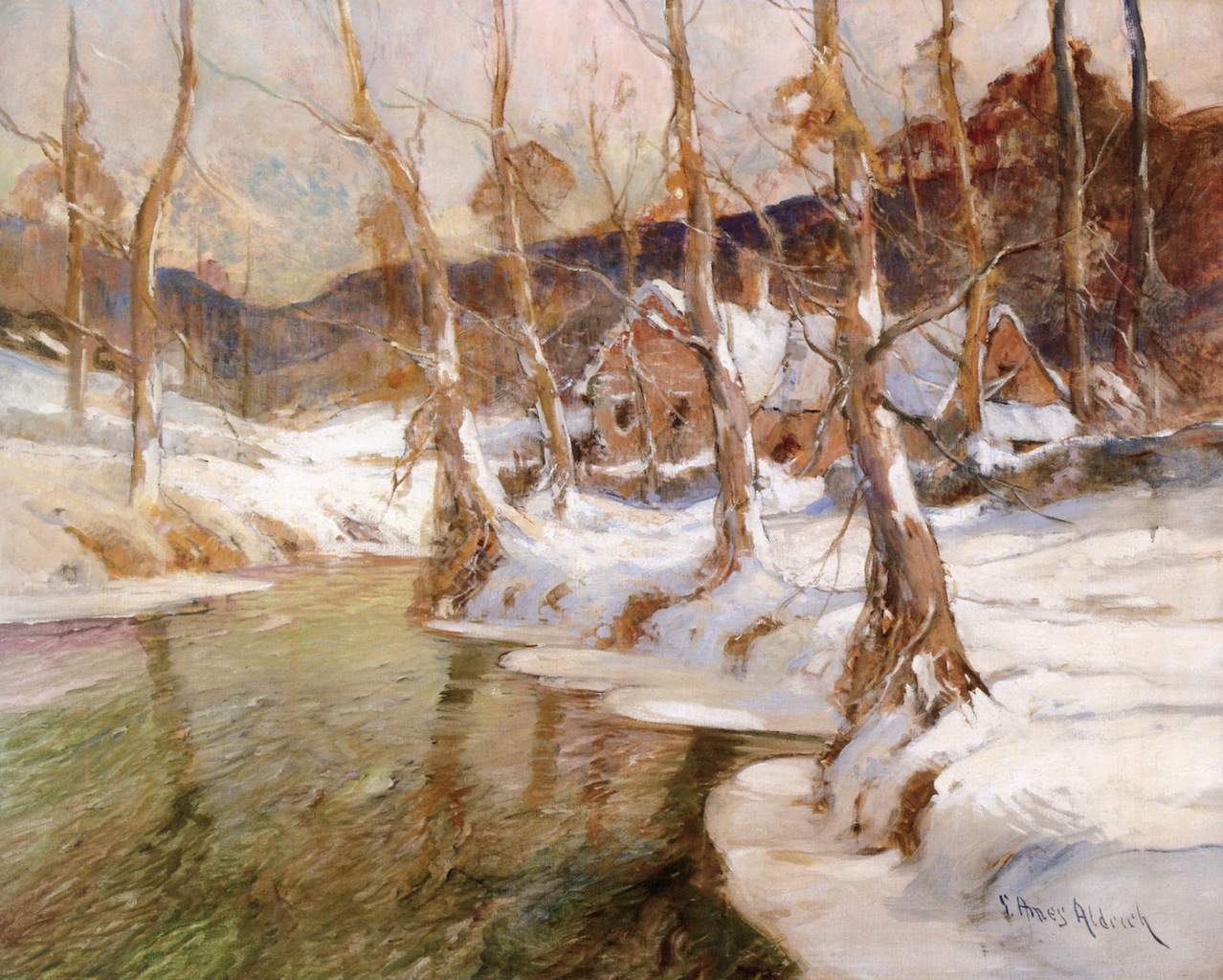
Дом у реки зимой
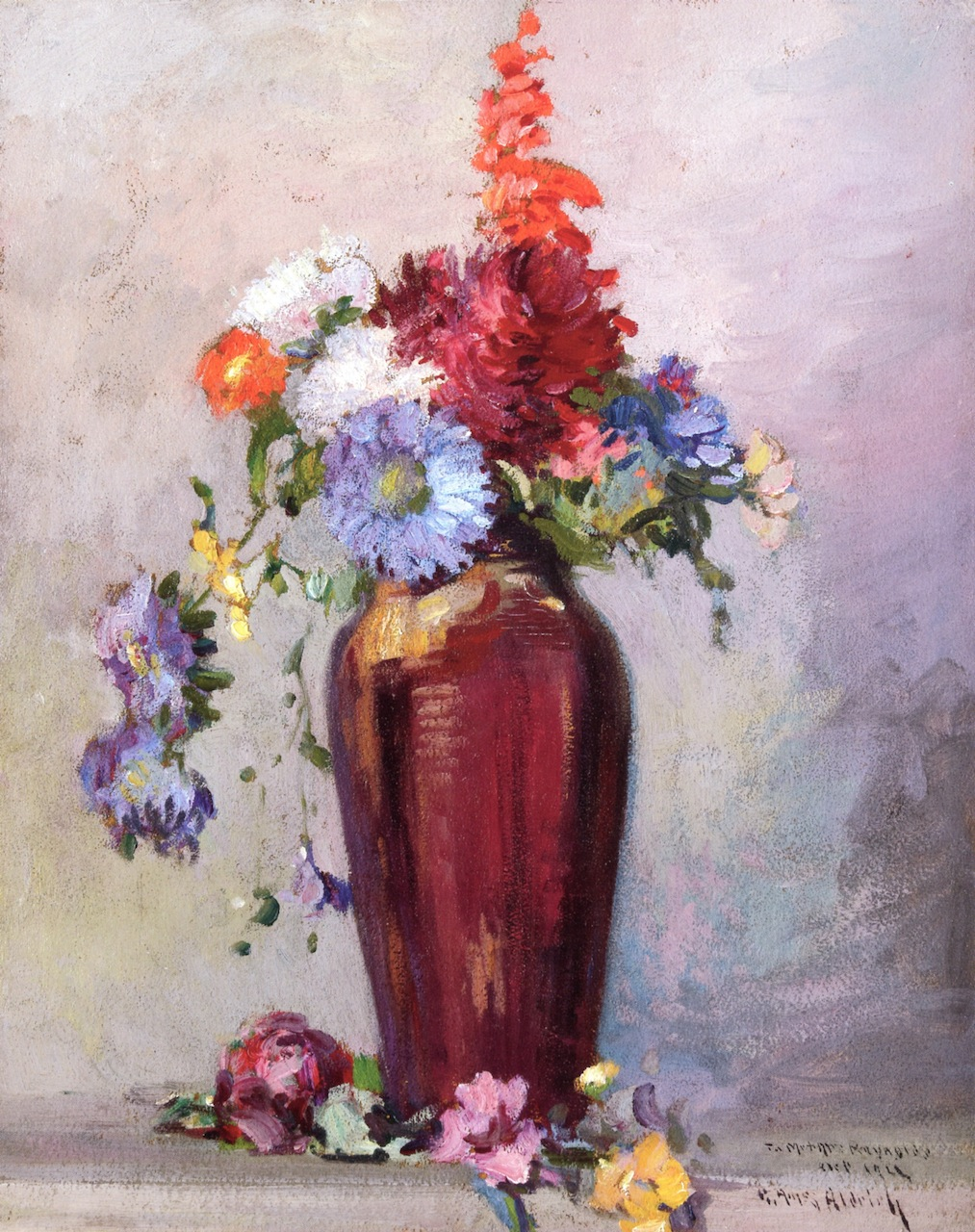
Живые цветы
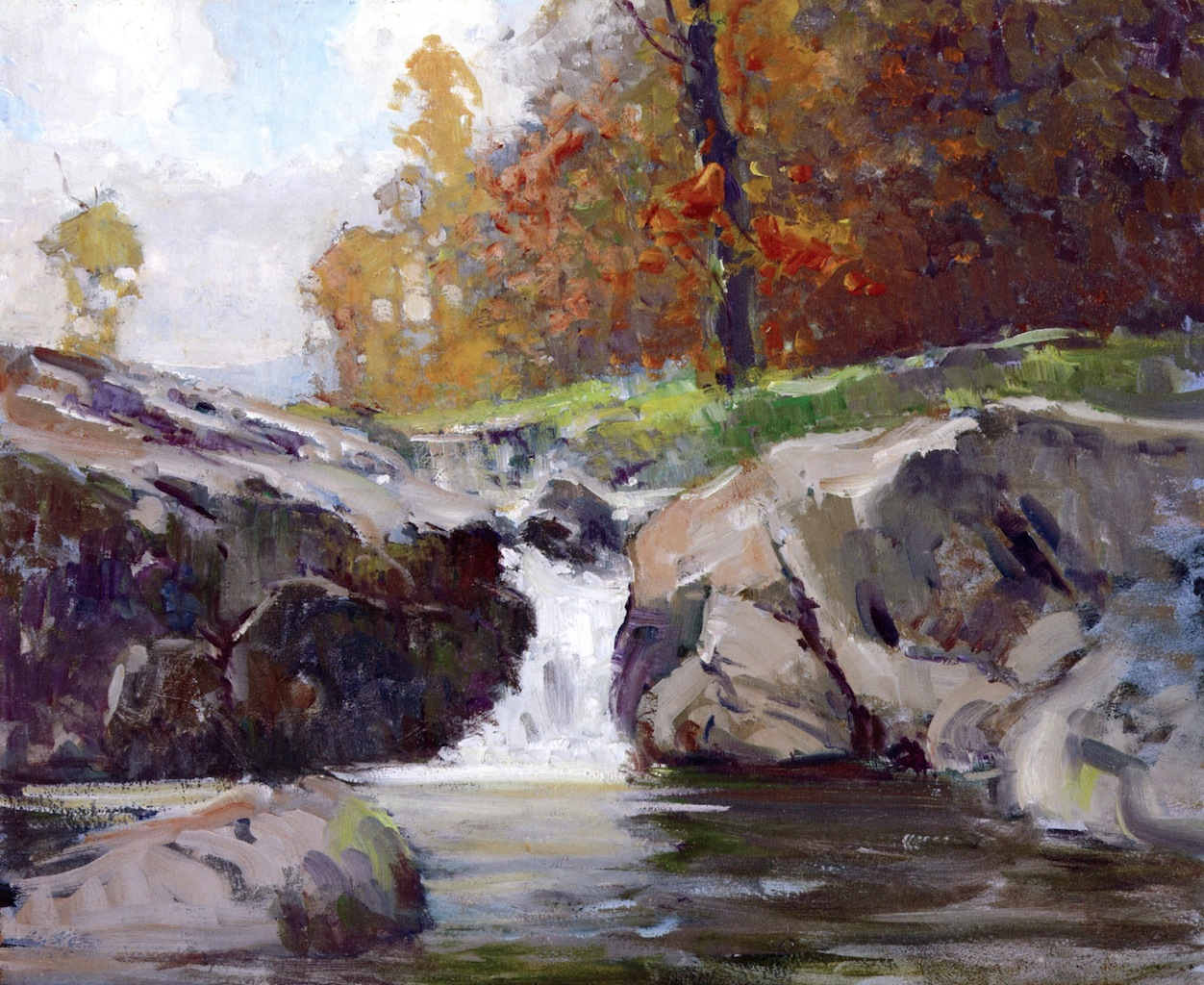
Горная река
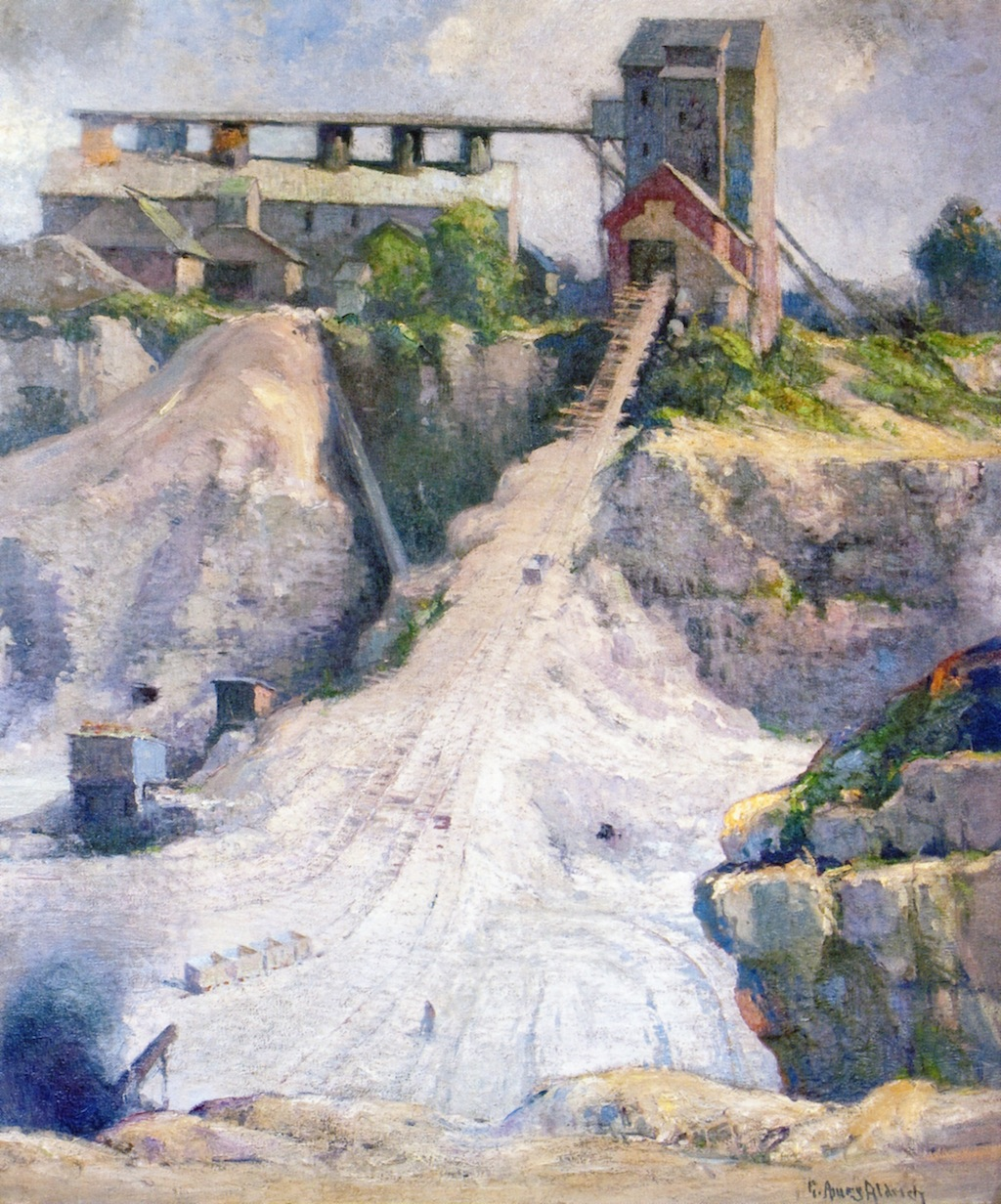
Карьеры
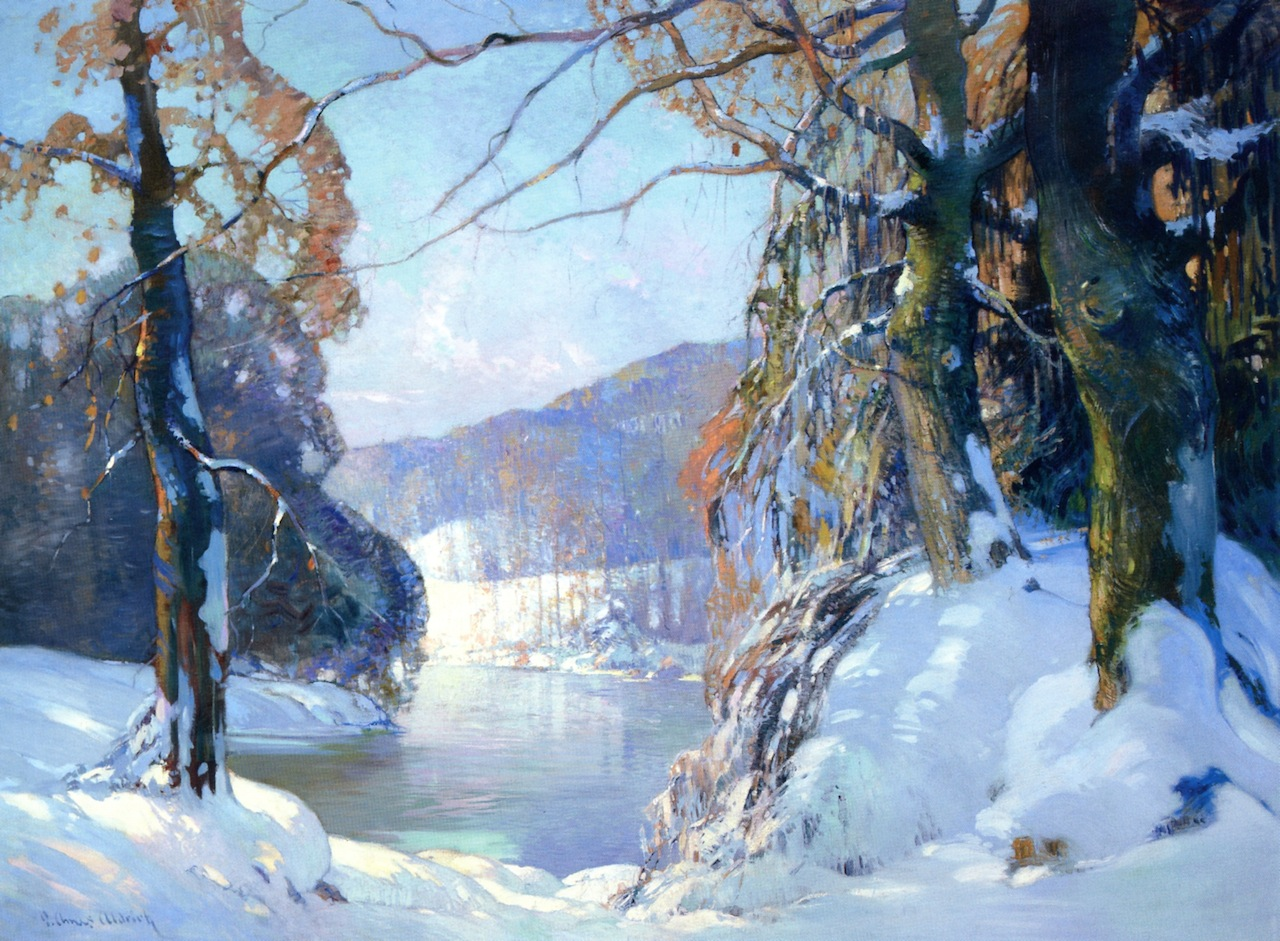
Река зимой
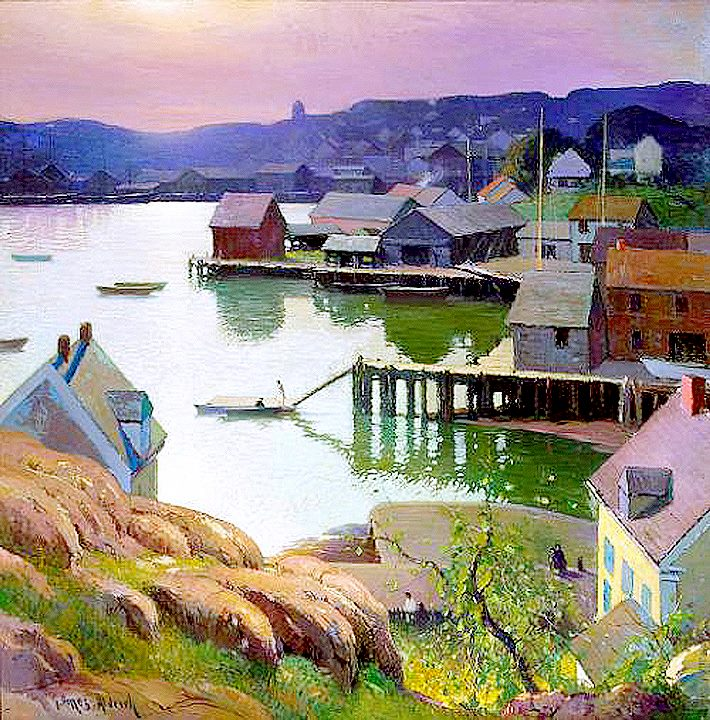
Порт в штате Массачусетс
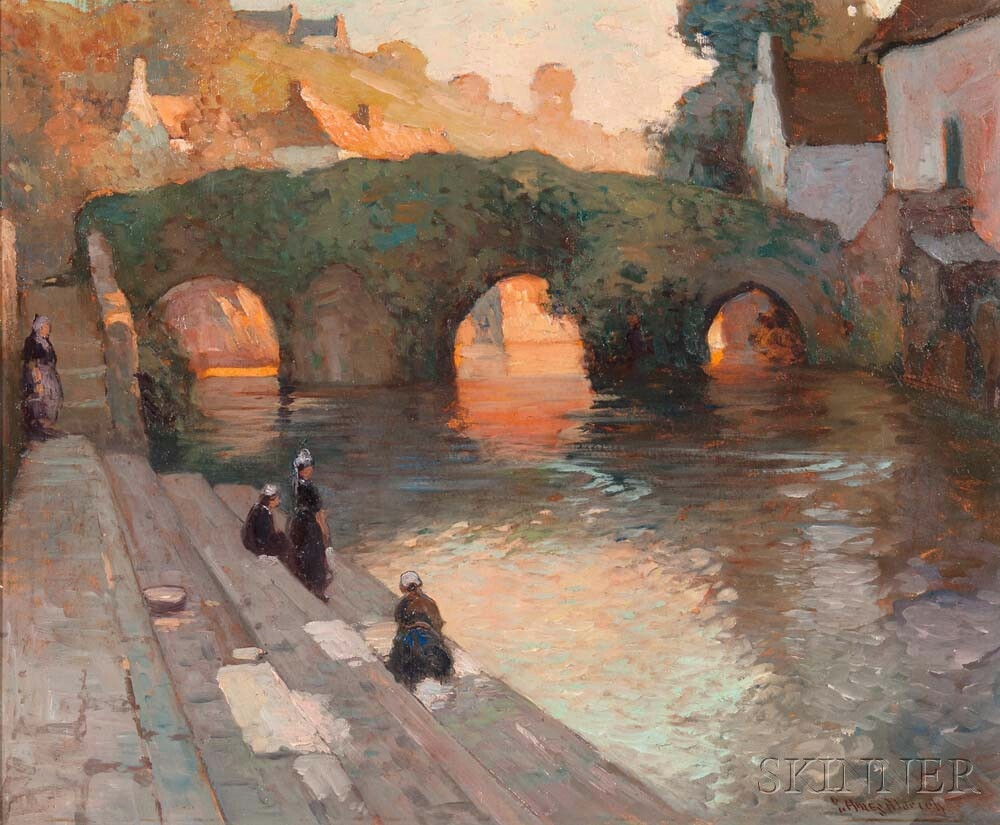
Мост в цветах
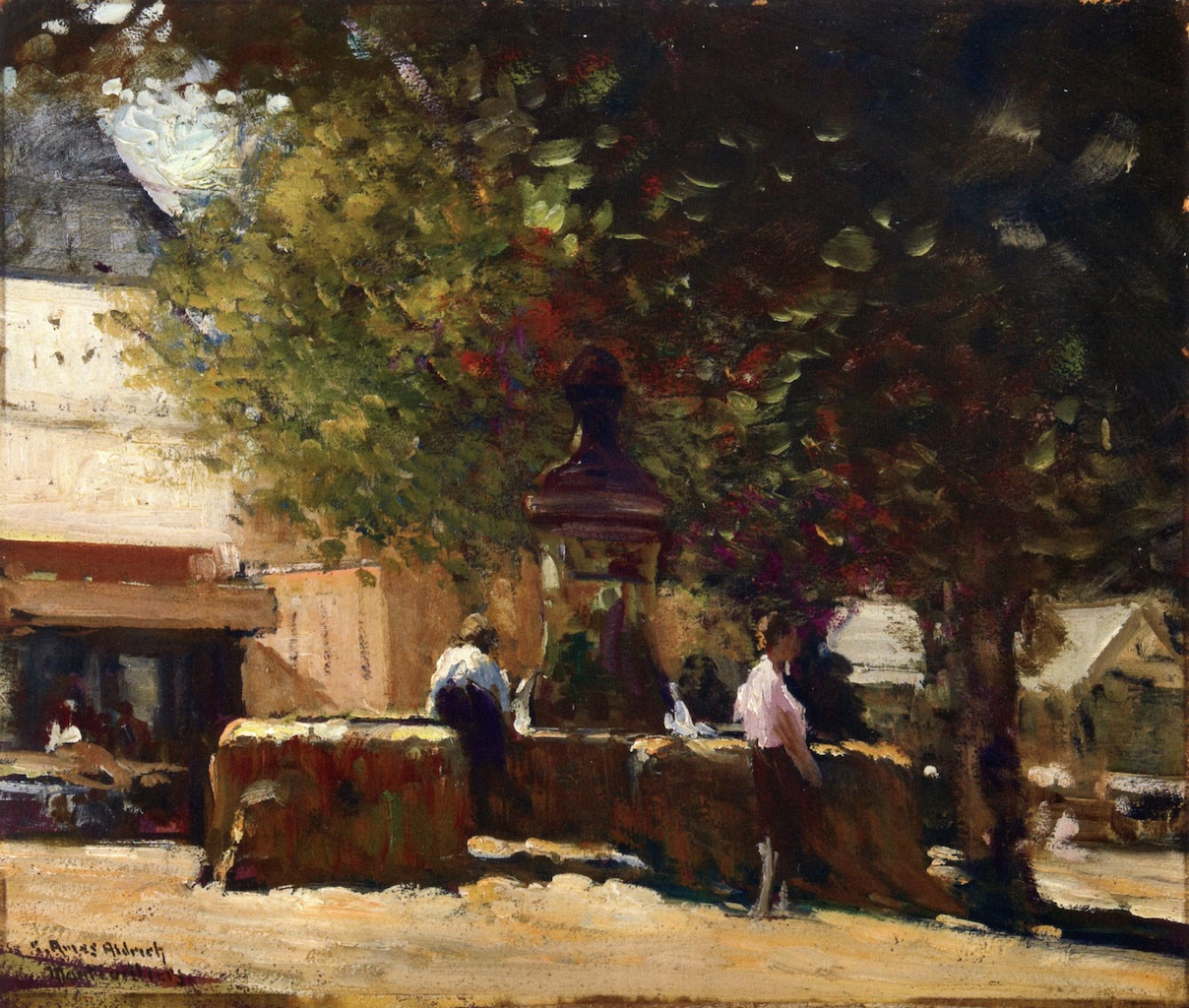
Деревенский фонтан
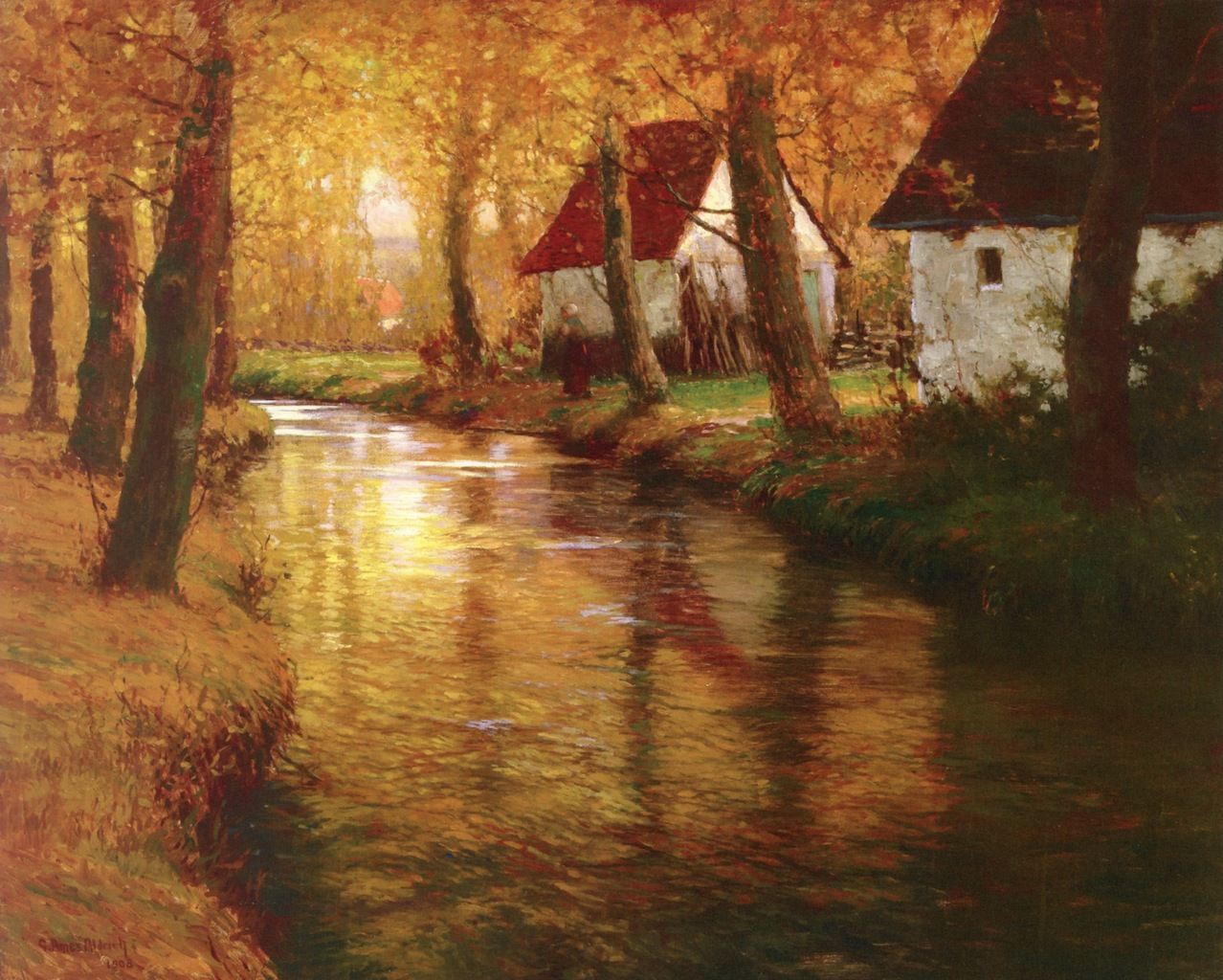
Река Elaune